# Иорданская долина
Иорданская долина (араб. غور الأردن‎, Ghor al-Urdun; ивр. עֵמֶק הַיַרְדֵּן‎, Emek HaYarden) — долина на Ближнем Востоке.
Протянулась от Тивериадского озера до Мёртвого моря и далее до залива Акаба (Эйлатский залив). В долине протекает река Иордан, впадающая в Мёртвое море. По реке проходит часть государственной границы между Израилем (включающая занятые им в 1967 году территории Иудеи и Самарии) и Иорданией. Протяжённость долины от озера Кинерет до Мёртвого моря составляет около 120 км, от Мёртвого Моря до залива Акаба 155 км. Часть долины от Мёртвого моря до Акабы так же известна как долина Арава. Ширина долины составляет около 15 км. В долине, в районе Мёртвого Моря расположена самая низкая точка суши на земле — 420 метров ниже уровня Мирового океана.
Сама река Иордан носит очень важное религиозное значение для евреев, здесь происходило много чудес, описанных в Библии, таких как расступание вод реки перед израильтянами, излечение больных пророком Элишей (Елисеем), вознесение в огненной колеснице на небо пророка Эльяу (Ильи) и т. д. Вслед за иудаизмом река приобрела священное значение и для христиан, как место крещения.
Население долины реки Иордан насчитывает на 2009 год на израильской стороне около 47 000 палестинцев и 18 500 израильтян в постоянных населённых пунктах. Кроме того по долине кочуют бедуинские племена. По долине проходит Великий сирийско-африканский разлом, протянувшийся на 6500 км. По разлому проходит граница африканской и аравийской литосферных плит. Разлом является сейсмичной зоной, его близость создаёт опасность землетрясений в Израиле.
По Иорданской долине с израильской стороны проходит трансизраильское шоссе —  длиннейшая дорога в Израиле — шоссе номер 90.